# 杰米·鲍奇
杰米·鲍奇（英語：Jamie Baulch，1973年5月3日—），英国男子田径运动员，主攻短跑。他曾代表英国参加1996年和2000年夏季奥林匹克运动会田径比赛，其中1996年奥运会获得一枚银牌。